# William Henry Brewer
William Henry Brewer (14 de septiembre de 1828 -2 de noviembre de 1910) fue un químico, botánico, pteridólogo y geólogo estadounidense. Trabajó originalmente en el "Servicio Geológico de California" y fue el primer Catedrático de Agricultura en la Sheffield Scientific School Yale University.
William H. Brewer había nacido en Poughkeepsie (Nueva York) y creció en una granja en Enfield (Nueva York). Era hijo de Henry Brewer y de Rebecca Du Bois.
En 1848 Brewer va a Yale y estudia Química del suelo con los Profesores Benjamin Silliman y John Pitkin Norton. Allí, Brewer fue cofundador de la Sociedad Berzelius. En 1852 se gradúa de la primera promoción de la Escuela Científica de Sheffield con el grado de bachiller de Filosofía y comenzó a enseñar en la Academia Ovidio en Ovid, NY. Fue allí donde Brewer conoce al ministro presbiteriano Laurentine Hamilton.
En 1855 Brewer viaja a Europa, donde estudia Ciencias naturales con el profesor Robert Bunsen en la Universidad de Heidelberg. Luego prosigue sus estudios en Múnich sobre Química orgánica con el Profesor Justus von Liebig. En 1857 va a París, y estudia Química con el profesor Michel Eugène Chevreul. En 1858 retorna a EE. UU. y por oposición gana la cátedra de Química del Colegio Washington & Jefferson en Washington (Pensilvania).
En 1860, fallecida su mujer y con un bebé, Brewer es invitado por Josiah D. Whitney para ser jefe botánico del California Geological Survey. Brewer tomará activa intervención en extensas investigaciones de la Geología de California hasta 1864, cuando es catedrático de Agricultura en la Sheffield Scientific School. Brewer escribió mucho durante las prospecciones geológicas, inclusive muchas a familiares y amigos, un compendio publicado por Yale University Press en 1930 como Up & Down California in 1860-1864. Es bien recordado en la historia de California en ese periodo.
Durante su estada en Yale, Brewer tomó parte en la expedición científica a Groenlandia en 1869. En 1899 fue contratado por Edward Henry Harriman para tomar parte en su famosa Expedición a Alaska. En 1903 Brewer se retira de la enseñanza, y fallece en su casa de New Haven, Connecticut en 1910.

## Honores
- Monte Brewer, localizado en la Cordillera de Sierra Nevada, se nombró en su honor.

### Epónimos
- (Apocynaceae) Apocynum breweri Greene[1]
- (Asteraceae) Aster breweri (A.Gray) Semple[2]
- (Brassicaceae) Boechera breweri (S.Watson) Al-Shehbaz[3]
- (Bromeliaceae) Navia breweri L.B.Sm. & Steyerm.[4]
- (Ericaceae) Psammisia breweri Steyerm. & Maguire[5]
- (Myrsinaceae) Cybianthus breweri G.Agostini[6]

- La abreviatura «W.H.Brewer» se emplea para indicar a William Henry Brewer como autoridad en la descripción y clasificación científica de los vegetales.[7]